# Эмблема Того
Эмблема Тоголезской Республики, принятая 14 марта 1962 года, состоит из серебряного щита овальной формы с зелёным краем, в центре которого находится золотой щит, где на золотом фоне помещена аббревиатура RT, обозначающая Республику Того (фр. République Togolaise). На золотой щит опираются два прислонённых флага, а над ними развевается лента с девизом страны: фр. «Travail, Liberté, Patrie» («Труд, Свобода, Родина»), более ранний вариант — фр. «Union, Paix, Solidarité» («Единство, Мир, Солидарность»).
На серебряном фоне (справа и слева от золотого щита и частично ниже него) изображены два прислонённых красных льва. Каждый из них держит лук и стрелу — традиционное оружие битвы, — чтобы показать, что настоящая свобода тоголезского народа в его руках и что его сила заключается прежде всего в его собственных традициях. Прислонённые львы, стоящие на задних ногах, выражают неусыпную бдительность тоголезского народа в охране своей независимости.

## История эмблемы
|  | Проект герба Германской колонии Того, 1914 год |
|  | герб Того, ранняя версия                       |